# شهر اخالگوری
شهر اخالگوری (گرجی: ახალგორის მუნიციპალიტეტი، آسی: Ленингоры район، روسی: Ленингорский район) یک سکونتگاه مسکونی در اوستیای جنوبی است.

## خصوصیات
شهر اخالگوری ۱٬۰۱۱ کیلومترمربع مساحت و ۷٬۷۰۳ نفر جمعیت دارد.